# 経国大典
経国大典（旧字体：經國大典、けいこくたいてん、경국대전、キョングクテジョン）とは、李氏朝鮮時代の政治の基準になった法典。『周礼（しゅうらい）』の六官制に倣い、吏典・戸典・礼典・兵典・刑典・工典の六典からなる。
朝鮮の初期は明の法典『大明律』（1397年）を依用、太祖の代の『朝鮮経国典』を使用していたが、世祖が、崔恒・盧思愼らに命じて、1460年に戸典、1461年に刑典、1469年の成宗の代に残りの4典を撰進することをもって完成した。
1470年、1471年、1474年、1485年に改訂・校正。なお、この1485年の礼典婚嫁条には、「宗室」（王族）は、同姓たる「李」姓と婚姻できないとの規定が見られる。

## 概要
初代太祖、李成桂時代の1394年5月に、開国の功臣、鄭道伝が上程した『朝鮮経国典』を土台として、儒臣趙浚の主導による王朝最初の成文典『経済六典』が完成したのが1397年12月で、この時初めて、法治国家としての骨組みが定まった。李成桂には8人の息子がいたが、王位を側室の子供で8男の李芳碩に譲ろうと考えていた。しかし、他の王子との間で争いで、芳碩は5男の李芳遠に殺害された。この事件をきっかけに、庶子は官僚に登用してはならないと、朝鮮王朝の基本法典である「経国大典」に明文化され、高麗時代にはなかった庶子差別が合法化された。朝鮮時代は庶子（妾の子）がどんなに優れた資質を持っていても科挙（文科）を受けることができず、財産相続権も無くされた。
続いて、太祖時代の『続六典』を踏まえ、世祖は「万世の法」としての「六典」の編纂を臣下に命じ、世祖在位中の1466年にほぼ完成するも、正式な制定には至らなかった。
編纂事業は睿宗・成宗代に引き継がれ、今日伝わる『経国大典』は、1485年正月に頒布されたものである。
完成施行まで、建国からほぼ一世紀を要した『経国大典』は、儒教的法治国家としての朝鮮王朝の原点をなす法体系である。
韓国人学者である鄭容和は、朝鮮王朝の建国者たちが東周を建設し、中原の大中華に次ぐ一つの小中華を建立するという「ある種の意志」があったことを指摘しており、これについて東北師範大学副学長の韓東育は、「（周（東周）の武王によって箕子は朝鮮に封ぜられたが、その東周を建設し、中原の大中華に次ぐ一つの小中華を建立するという意志が朝鮮王朝の建国者たちにあったという）こうした事実は、なぜ朝鮮が積極的に中華秩序、すなわち中国を中心とした世界秩序に参与したのかを理解させる重要な鍵となる。したがって、朝鮮は『檀君朝鮮』ではなく『箕子朝鮮』を根拠として、当時の文明基準であった中華文明秩序の関係の中において文明国家としてのプライドを表現しようとした。すなわち、朝鮮は中国との同質化を通じて周辺国家との格差を浮き彫りにし、朝鮮の東アジア文明共同体内における地位を高めようとしたのである。こうした理由によって、朝鮮国家の根本大法である『経国大典』「礼典」の中に事大的内容を付け加え、それを国内法のシステムとして実際に運用した。朝鮮の為政者たちは、事大表現として朝貢は理の当然なることを認め、『小国の大国に侍奉するは、まさに朝聘と貢献の儀礼を保持すべし』『朝貢は臣下の応に做すべきの事なり』と述べている」と評している。

## 編纂の経緯
1. 世祖（在位：1455年 - 1468年）は、即位直後に、統一法典の策定を命じ、「六典詳定官」を任命し、「六典詳定所」を設置して、編纂を開始した。
2. 詳定官の初稿は、1458年閏2月に提出され、世祖自身の朱筆を経て、最初に「戸典」が1460年7月に完成頒布された（経国大典戸典）。
3. 続いて1461年7月には、「刑典」が完成し、公布された（経国大典刑典）。
4. 残る吏・礼・兵・工の四典も1466年には完成し、一応の議定を経るも、再度全面的な検討作業に入った。
5. 大典編纂の作業はその後も継続されたが、世祖生存中には完成せず、1468年9月に世祖が死去して、最終案は睿宗の代（在位：1468年 - 1469年）に持ち越された。
6. 1469年9月、「六典」の体裁が整い、徐居正の序文が献じられて一応の完成を見た（経国大典序）。しかし、この年の11月に睿宗が急死したため、施行はまたも延期され、成宗の代に引き継がれた。
7. 成宗の時代（在位：1469年 - 1494年）は、文化的な興隆期で、法典以外にも数多くの出版事業が遂行されたが、「大典」の見直し作業も精力的に行なわれ、1471年に「大典」が完成頒布された（辛卯大典）。しかしながら、この時の「大典」も条文の不備のため、のちに改訂されることになる。
8. 1472年2月、改訂を経た「大典」が施行され、未収録の72条文については別に続録を作って、同時に施行された（甲午大典）。
9. 1481年に再検討の議論が起こり、「監督庁」を設置して、「大典」と「続録」の改訂作業に入り、1484年12月に最終稿が完成。翌1485年（成宗16年）正月一日に、ついに『経国大典』が頒布施行された。これが最終的に確定した朝鮮王朝の成文典で、『乙巳大典』と呼ばれ、現存する最古の『経国大典』である。なお、『辛卯大典』や『甲午大典』は現存しない。

## 概要
『経国大典』は、徐居正（戸曹判書兼芸文館大提学）による序文と崔恒（寧城府院君兼春秋館領事）による箋文および目録と条文の本文からなり、成化5年（睿宗元年）1469年9月の日付がある。『経国大典序』で徐居正は、大典の集成が世祖王により、崔恒以下の9名に命じられたこと、六典が古代周の六卿に依拠し、周官・周礼との調和を目指したものであること、万世の成法として国家悠久の大業であることを叙述している。

### 吏典
経国大典の券之一（29項）。吏典は公法のうち行政法・人事法に該当し、官制の基本的な構造を規定したもの。
1. 中央および地方の官制
2. 官吏の種別と等級・品位
3. 官吏の任免、辞令などの規定

### 戸典
経国大典の券之二（30項）。戸典は人民の統治の基本となる法典で、1460年に最初に公布された。内容は民法の基幹となる規定を含み、商法・税法・戸籍法など財政経済と租税制度に関わる成文法。
1. 戸籍
2. 租税と賦役に関する規定
3. 商業と産業に関する諸規定（通貨、蚕業、倉庫や還穀、漁業と塩業など）
4. 不動産、動産の売買に関する規定（土地・家屋・奴婢・牛馬の売買）
5. 立案（今日の登記制度）に関する規定
6. 債務の返済と利子率に関する規定

### 礼典
経国大典の券之三（61項）。礼典は、儒教の「礼」に基づく成文法を規定し、科挙制度や外交儀礼、冠婚葬祭についての細かな諸規定が定められている。
1. 科挙に関する規定（文科・武科・雑科などの試験、選抜方法などを規定）
2. 儀仗、外交、祭礼、喪葬、墓地などの規定
3. 官印や公文書に関する規定
4. 喪服制度、先祖の奉祀、立后や婚姻に関する規定

### 兵典
経国大典の券之四（51項）。兵典は、軍制、軍務および武官など軍事全般に関する法規。
1. 中央と地方の軍事制度
2. 武官の種別と等級
3. 軍隊の機構や軍務に関する規定
4. 城塞や兵器、兵船についての諸規定

### 刑典
経国大典の券之五（28項）。刑法のうち、刑罰の種類や刑期、訴訟関係、犯罪の種類、監獄や看守に関する規定は、明の刑法典である『大明律』を基本として援用し、『経国大典刑典』では明律に記載のない条文を補完し、朝鮮独自の特殊な事案を規定している。
1. 刑罰、裁判に関する規定
2. 公奴婢・私奴婢に関する規定
3. 捕盗（今日の警察）や監獄に関する規定
4. 刑の決定期限や禁刑日に関する規定

### 工典
経国大典の券之六（14項）。工典は、土木、建築に関する諸規定と殖産、度量衡などに関する規定。
1. 道路、橋梁や築城に関す規定
2. 度量衡と殖産に関する規定
3. 営繕と工匠に関する規定
4. 手工業制度に関する規定